# Bae Noo-Ri
Bae Noo-Ri (4 de febrero de 1993) es una actriz surcoreana. 

## Carrera
Comenzó a modelar en 2008 para la marca Litmus, y luego hizo su debut actoral en 2010. Es conocida por interpretar a una chamán en la serie de televisión  Moon Embracing the Sun.

## Filmografía

### Series de televisión
| Año       | Título                                 | Papel                       | Red         |
| --------- | -------------------------------------- | --------------------------- | ----------- |
| 2010      | Ang Shim Jung                          | Myung-Wol                   | E Channel   |
| 2011      | Dream High                             | Han So-Ri (ep. 6, 9, 12-13) | KBS2        |
| 2011      | Killer K                               | Nal Na-Ri                   | CGV         |
| 2011      | My Daughter the Flower                 | lady                        | SBS         |
| 2011      | Drama Special Series – Sorry I'm Late  | estudiante Seung-Hye        | KBS2        |
| 2012      | Moon Embracing the Sun                 | Jan-Shil                    | MBC         |
| 2012      | Dear You                               | Hong Ran                    | JTBC        |
| 2013      | Adolescence Medley                     | Jang Hyun-Jin               | KBS2        |
| 2013      | Drama Special – My Dad Is a Nude Model | Shin-Hye                    | KBS2        |
| 2014      | Inspiring Generation                   | Yang-Yang                   | KBS2        |
| 2014      | You're All Surrounded                  | policía novata              | SBS         |
| 2014      | Sweden Laundry                         | Bae Young-Mi                | MBC Every 1 |
| 2016      | Dramaworld                             | Seo-Yeon                    | Viki        |
| 2016      | Woman with a Suitcase                  | Oh Ahn-Na                   | MBC         |
| 2017      | The Bride of Habaek                    | Shin Ja-Ya                  | tvN         |
| 2019      | Doctor Detective                       | Park Hye-mi                 | SBS         |
| 2020-2021 | If You Cheat, You Die                  | Uhm Ji-eun                  | KBS2        |

### Películas
| Año  | Título                  | Papel     | Notas |
| ---- | ----------------------- | --------- | ----- |
| 2019 | Memories of a Dead End  | Yoo Jeong |       |
| 2010 | Mr. Zombie              | So-Ra     |       |
| 2018 | Remembering First Love  | Mi-hee    |       |
| 2022 | The Roundup: No Way Out | Mimi      |       |

### Vídeos musicales
| Año  | Título de la canción | Artista          |
| ---- | -------------------- | ---------------- |
| 2010 | "Crackin' Love"      | Catch the Goblin |